# Konandia
Konandia est une commune située dans le département de Dédougou de la province du Mouhoun au Burkina Faso.

## Géographie
La commune est traversée par la route nationale 14.